# Wattenberg
Wattenberg ist eine Gemeinde im Tiroler Unterland etwa 20 km östlich von Innsbruck. Die Gemeinde liegt im Gerichtsbezirk Hall in Tirol und im politischen Bezirk Innsbruck-Land.

## Geografie

### Lage
Die Fläche erstreckt sich vom Unterinntal auf 700 Meter Seehöhe südlich des Inn, zuerst am Osthang dann auf beiden Seiten des Wattentals ansteigend, bis zum 2888 Meter hohen Reckner in den Tuxer Alpen. Die Gemeinde hat 794 Einwohner (Stand 1. Jänner 2024) und umfasst eine Fläche von 68 Quadratkilometer.
Wattenberg ist eine ausgeprägte Streusiedlung, der Siedlungsraum befindet sich hauptsächlich am meist unbewaldeten Tal-Eingang, am südlichen Tal-Ende befindet sich der Truppenübungsplatz Lizum-Walchen. Das militärische Sperrgebiet liegt größtenteils im Gemeindegebiet von Wattenberg und ist ab dem Kommandogebäude Walchen für öffentlichen PKW-Verkehr sowie für Mountainbiker gesperrt.
Wattenberg verfügt über einen der umfangreichsten Zirbenbestände Tirols. Diese werden seit Maria Theresia vorwiegend von den Österreichischen Bundesforsten bewirtschaftet.

### Nachbargemeinden
| Wattens | Kolsass                                     | Kolsassberg |
| Volders | Kompassrose, die auf Nachbargemeinden zeigt |             |
| Navis   | Schmirn                                     | Tux (SZ)    |

## Geschichte
Die erste schriftliche Erwähnung von Wattenberg erfolgte in einer Schenkungsurkunde aus dem Jahr 1267 als Watenáerperge (‚Wattener Berg‘). Lange Zeit wurde das Gebiet rein landwirtschaftlich, vor allem als Almgebiet, genutzt. Im 15. Jahrhundert wurden im Mölstal und in der „Knappenkuchl“ Eisen und Kupfer abgebaut, wodurch das Gebiet einen wirtschaftlichen Aufschwung erlebte. So wurde bereits 1524 eine Schule gegründet.
Die Streusiedlung Wattenberg gehörte politisch zu Wattens, die Wattener Lizum jedoch bis ins 17. Jahrhundert zum Schloss Aufenstein bei Matrei am Brenner.
Im 17. Jahrhundert wurde der Bergbau unrentabel und die Landwirtschaft war wieder der wichtigste Wirtschaftszweig.
Seit dem Jahr 1934 ist in der Wattener Lizum ein Truppenübungsplatz des österreichischen Bundesheeres.

### Bevölkerungsentwicklung
EinwohnerJahr3004005006007008001860189019201950198020102040EinwohnerEinwohnerentwicklung von Wattenberg

## Kultur und Sehenswürdigkeiten

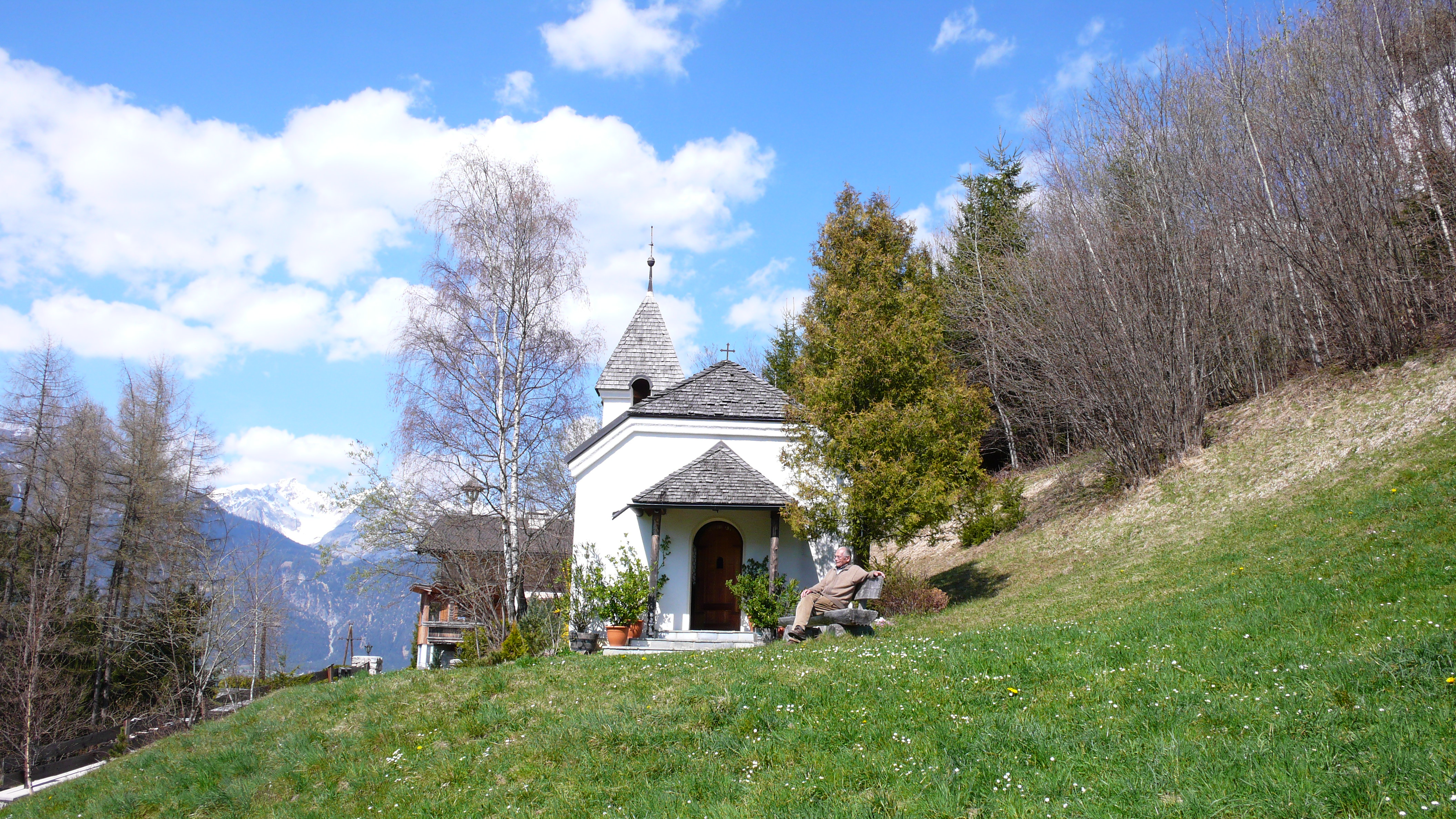
Wattenberg, Gemeinde der Hofkapellen
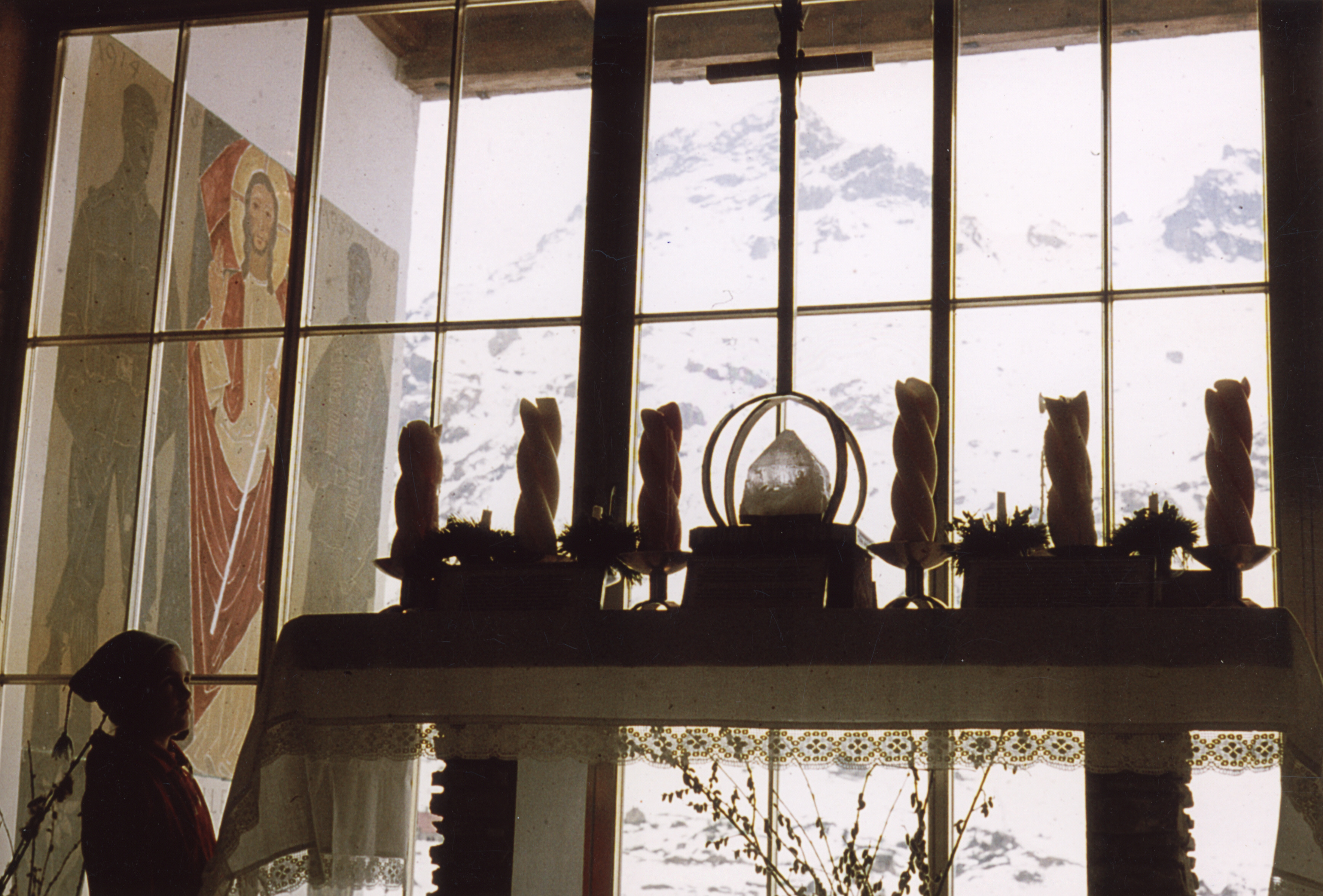
Kapelle in der Wattentaler Lizum
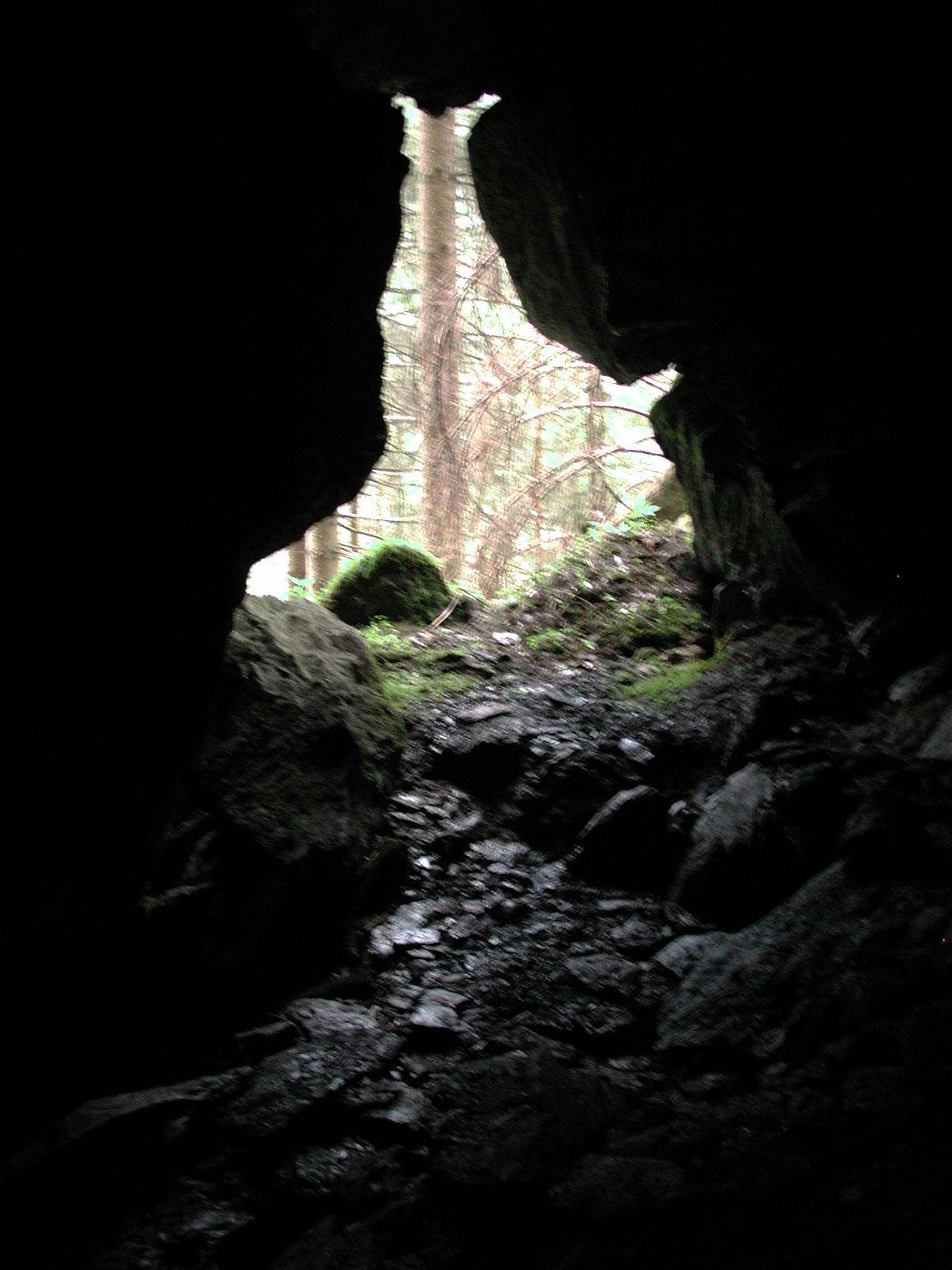
Historischer Eisenerz-Bergbau
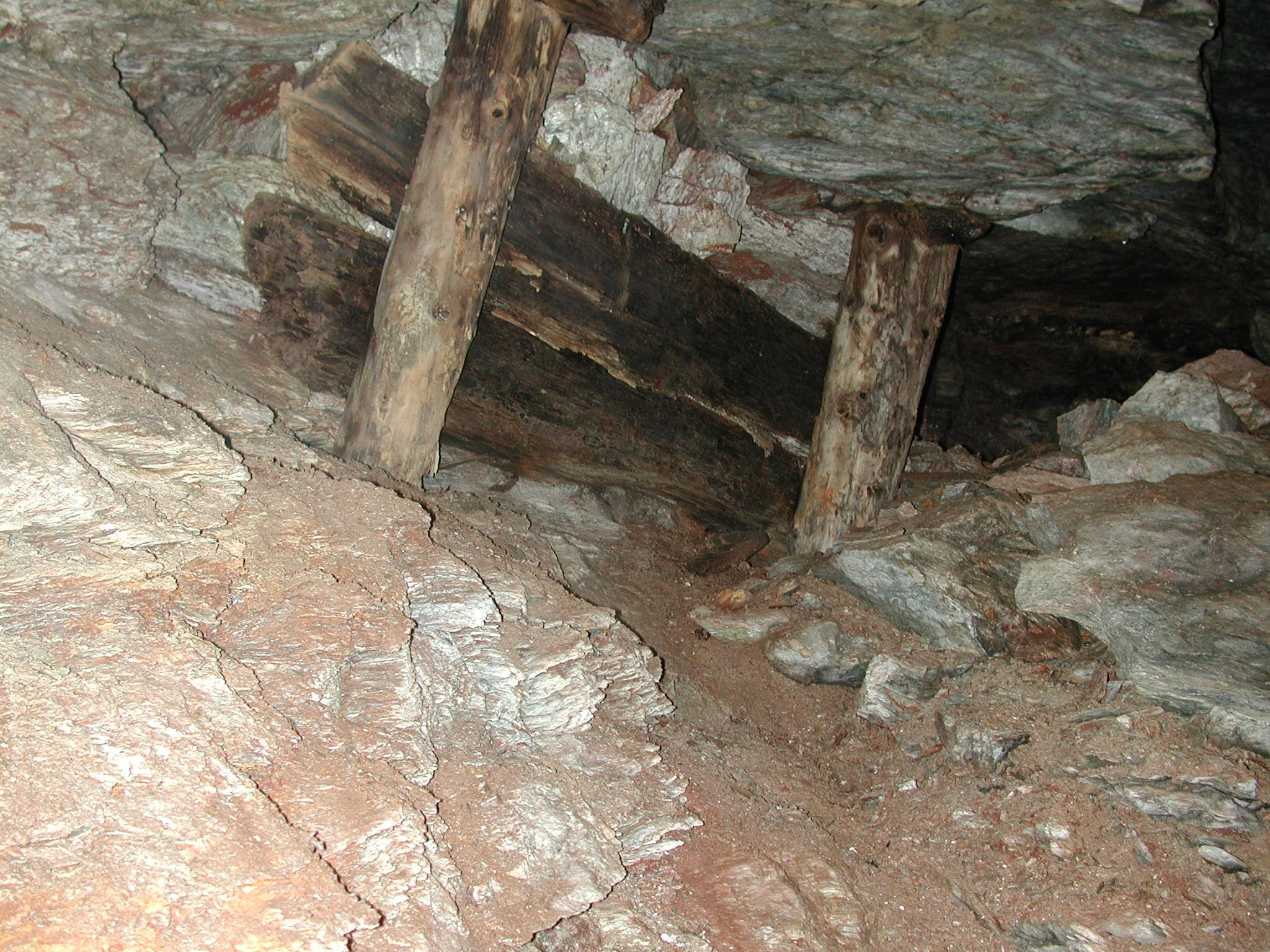
Historischer Eisenerz-Bergbau

## Wirtschaft und Infrastruktur

### Wirtschaftssektoren
Von den 56 landwirtschaftlichen Betrieben des Jahres 2010 wurden sieben von juristischen Personen geführt. Diese bewirtschafteten 85 Prozent der Flächen. Der größte Arbeitgeber im Dienstleistungssektor waren die sozialen und öffentlichen Dienste (Stand 2011). Die Gewerbebetriebe in der Gemeinde wurden als Familienbetriebe geführt: 1 Tischlerei; 3 Gasthäuser, 1 Schutzhütte, 4 Frächter, 1 Kfz-Fachbetrieb, 1 Schilift und 1 Erdbewegungsunternehmen.
| Wirtschaftssektor            | Anzahl Betriebe | Anzahl Betriebe | Erwerbstätige | Erwerbstätige |
| Wirtschaftssektor            | 2011            | 2001            | 2011          | 2001          |
| ---------------------------- | --------------- | --------------- | ------------- | ------------- |
| Land- und Forstwirtschaft 1) | 56              | 64              | 28            | 15            |
| Produktion                   | 11              | 9               | 20            | 16            |
| Dienstleistung               | 30              | 20              | 261           | 236           |

1) Betriebe mit Fläche in den Jahren 2010 und 1999

### Arbeitsmarkt, Pendeln
Im Jahr 2011 lebten 381 Erwerbstätige in Wattenberg. Davon arbeiteten 73 in der Gemeinde, mehr als achtzig Prozent pendelten aus.

### Fremdenverkehr
Die Wattentaler Lizum ist im Winter ein Schi-Touren- und im Sommer ein Wandergebiet. Dabei müssen die militärischen Sperrzeiten beachtet werden.
Die Anzahl der Übernachtungen in der Gemeinde stieg von 6000 im Jahr 2010 auf 15.000 im Jahr 2019.

## Politik

### Gemeinderat
Bei den Gemeinderatswahlen werden 11 Mandate vergeben:
| Partei                     | 2022    | 2022    | 2022    | 2016    | 2016    | 2016    | 2010    | 2010    | 2010    |
| Partei                     | Prozent | Stimmen | Mandate | Prozent | Stimmen | Mandate | Prozent | Stimmen | Mandate |
| -------------------------- | ------- | ------- | ------- | ------- | ------- | ------- | ------- | ------- | ------- |
| Zukunft Wattenberg         | 37,45   | 206     | 5       |         |         |         |         |         |         |
| Bürgerliste Wattenberg     | 34,18   | 188     | 4       | 45,97   | 237     | 5       | 37,78   | 184     | 4       |
| Unser Wattenberg           | 22,36   | 123     | 2       | 46,11   | 243     | 5       |         |         |         |
| Freiheitliche Wattenberger | 6,00    | 33      | 0       | 8,92    | 47      | 1       | 16,02   | 78      | 2       |
| Bürgermeisterliste         |         |         |         |         |         |         | 46,20   | 225     | 5       |

### Bürgermeister
Bei den Bürgermeisterwahlen 2016 wurde Franz Schmadl zum Bürgermeister gewählt. Im Jahr 2022 erhielt er ebenfalls mehr als 50 Prozent und wurde damit wiedergewählt.

### Wappen
Das Gemeindewappen wurde Wattenberg 1978 verliehen: In Blau ein silbern-schwarz gekleideter Schüler auf silbernem Zweiberg, in der rechten Hand eine Feder, in der linken ein Buch haltend.
Der Schüler steht für die frühe Errichtung einer Schule in der Zeit des Erzabbaus.

## Persönlichkeiten

### Söhne und Töchter der Gemeinde
- Rudolf Schwaiger (1920–1986), Politiker (ÖVP)